# Mélyökológia

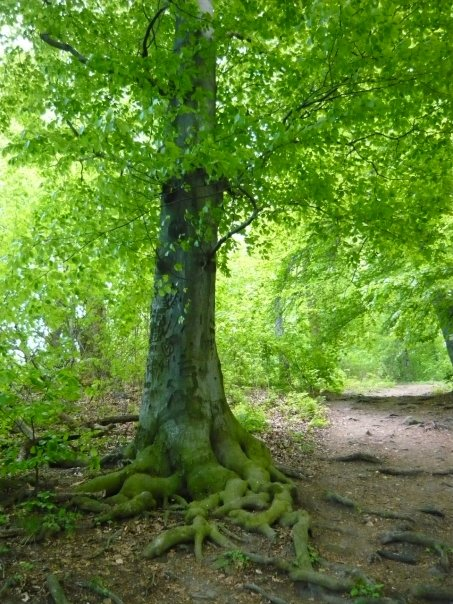

A mélyökológia (Deep Ecology) egy ökofilozófiai irányzat, amely a természet önértékét, a létezők egyenjogúságát és egymásrautaltságát hangsúlyozza, első megfogalmazása Arne Næss norvég filozófushoz (1912–2009) kötődik. Álláspontja szerint az élővilágban fellelhető valamennyi létforma egyaránt jogosult a fennmaradásra és megőrzésre, függetlenül az ember számára való hasznosságától, az ember nem rendelkezik kitüntetett értékkel a bioszférában. A mélyökológia célkitűzése egy mindenki által közösen elfogadható elméleti kerettel megalapozni és egybefogni egymástól eltérő világnézetek képviselőit az ebből kiinduló cselekvés érdekében.

## A mélyökológia eredeti elmélete
Az 1960-as években Rachel Carson Néma tavasz című könyve nyomán indultak el először világszerte széles körben ökológiai mozgalmak. A Gaia-elmélet az 1970-es évektől jelent meg. Ezek megkülönböztetésére a „mélyökológia” terminust először Arne Næss használta, amellyel elkülöníti egymástól az ilyen irányú kezdeményezések két alapvető csoportját. A „sekély” ökológia eszerint: "küzd a környezetszennyezés és az erőforrások kimerítése ellen (pl. globális felmelegedés). Központi célja: a fejlett társadalmak népeinek egészsége és jóléte". Ezzel szemben a „mély” ökológiai szemlélettel rendelkező cselekvőket, mozgalmakat és civil szervezeteket általában az alábbiak jellemzik:
1. Az ember-környezet megkülönböztetésének helyettesítése a teljes mező, ill. kapcsolati háló felfogásával. E szerint az élőlények és dolgok belső tulajdonsága összefüggésük, viszonyuk más dolgokkal, ez a viszony lényegi részüket képezi, amely nélkül nem leírhatóak.
2. Bioszféra-egalitarizmus. Valamennyi élőlény élethez való jogának megbecsülése (legalábbis elveben, ugyanis az életben rengeteg tevékenység valamely élőlénynek való ártással jár).
3. A sokféleség és szimbiózis értékelése. A sokféleség hozzájárul a fennmaradáshoz és az új életformák megjelenési esélyeihez.
4. Osztályellenes magatartás. A sokféleség megőrzése nem támogatja azokat a különbségeket, amelyek pusztán az elnyomásnak és korlátozásnak köszönhetőek.
5. Harc a szennyezés és erőforrás-kimerítés ellen (a többi szempont figyelembevételével).
6. Az összetettség megbecsülése a bonyolultsággal szemben. Az ökoszisztéma felfogásában lényeges az egységesítő elveket tartalmazó, és azok nélküli rendszerek megkülönböztetése.
7. Helyi autonómia és decentralizáció. Hiszen egy életforma sebezhetősége nagyjából arányos a külső befolyásoktól és erőforrásoktól való függőségével, e mellett ez határozza meg környezetterhelését is.

Mindezek a tételek nem az ökológiából, mint természettudományából lettek logikai-induktív úton levezetve, ezen tudományok eredményei mindössze sugalmazták, megerősítették és inspirálták azt. E felsorolás mindössze a környezetvédelmi mozgalmak jellemző tendenciáinak összegzése kíván lenni, egységes keretet nyújtva a rájuk épülő "ökozófiai" (az ökológiai egyensúly filozófiája) elméleteknek, melyek célja elősegíteni ezen csoportok között az együttműködést. Másrészt nyíltan normatív, vagyis a cselekvés vezérelveit, irányvonalait, eljárásmódjait kívánja meghatározni.

### A mélyökológiai mozgalom alapelvei
Arne Næss a későbbiekben George Sessions segítségével mindezen jellemzőket felhasználta egy olyan egységes alapelv-keret megfogalmazására, amelyet elképzelésük szerint akár egymástól igen különböző filozófiai, vallási nézeteket valló egyének is elfogadhatnak.
1. Az emberi és nem emberi élet földi virágzása önértékkel bír. A nem emberi életformák értéke független attól, hogy ezek hasznosak-e az emberi célok szempontjából.
2. Az élet formáinak gazdagsága és sokfélesége önmagában érték, és hozzájárul az emberi és nem-emberi élet virágzásához a Földön.
3. Az embernek nincs joga ezt a gazdagságot és sokféleséget csökkenteni – kivéve, ha létszükségleteinek kielégítésére teszi.
4. A nem-emberi életbe való emberi beavatkozás jelenlegi mértéke túlzott, és a helyzet sebesen romlik.
5. Az emberi élet és a kultúrák virágzása összeegyeztethető az emberi populáció lélekszámának jelentős csökkenésével. A nem-emberi élet virágzásához elengedhetetlen ez a csökkenés.
6. Az életfeltételek határozott javulása stratégiai változásokat tesz szükségessé. Ezek alapvető gazdasági, technológiai és ideológiai struktúrákat érintenek.
7. Az ideológiai változás az életszínvonallal szemben az életminőség (sajátos belső értékkel rendelkező életmód) előtérbe helyezését, a nagy (big) és a nagyszerű (great) lényegi különbségének felismerését jelenti.
8. Azoknak, akik a fenti pontokkal egyetértenek, kötelességük közvetve vagy közvetlenül a szükséges változások érdekében cselekedniük.

Arne Næss nézetei megfogalmazásához sok forrásból merített. Az ökozófia számára folyamatosan ingázást jelent az etika és az ontológia között, mivel az ez utóbbiak különbségeinek feltárása hozzájárulhat a különböző politikai döntések és etikai alapjuk megértéséhez. Tehát a mélyökológiát alapvetően nem puszta értékelméletnek fogja fel, hanem a dolgoknak és jelenségeknek megítélését olyan felfogásokkal kívánja igazolni, mint pl. A. N. Whitehead folyamat-filozófiája. Eszerint minden jelenséget folyamatok dinamikus kölcsönhatásaként és összességeként határozhatunk meg. Whiteheaden kívül e felfogásában még a Gestaltpszichológia elképzelése is hatott, amely szerint az "egész nem alárendelhető részei összességének", sőt, a természetet alapvetően ilyen felbonthatatlan egységek tapasztalata képezi, mint amilyen pl. a "komor" erdő. Gandhi passzív ellenállásának példamutató mozgalma, valamint a keleti hagyományok szintén nagy szerepet kaptak gondolkodásában: "Næss számára Gandhi mindenki másnál jobban személyes megtestesítője az Ökozófia T egységről, önmegvalósításról, és nem-ártásról szóló principiumainak". A Mahayana buddhizmusból, valamint Spinoza panteizmusából szintén merített.

## A Mélyökológia kritikája
A mélyökológia tételeit és ezek következményeit több aktivista mozgalom, filozófiai társaság és vallási gyülekezet használta fel. Ezek során az eredeti tételek gyakran leegyszerűsödtek, vagy hangsúlyuk megváltozott, esetleg torzultak, így kritika érte azokat a téma szakértői felől. Mindezen praktikus megvalósulások mellett is megkérdőjelezhetőnek találták azonban többen magát az elméletet is, főként az alábbi szempontokból:
1. Etikai antropocentrizmus elkerülhetetlensége. Bármely bioetikának azzal a problémával kell szembesülnie, hogy az (élő)világ értékelésének bármely formája pusztán az ember műve, a természetre nem vonatkoztathatóak olyan kategóriák, mint pl. a "jó", "önértékű", "fenntartásra érdemes", stb.[10]
2. Az antropocetrizmus újabb megerősítése. Miközben a mélyökológia elviekben az antropocentrizmus (emberközpontúság, az emberi faj más fajok feletti etikai elsőbbsége, értéke) ellenében jött létre, az "önmegvalósítás" tana mégis inkább az egyén boldogulását, megváltását helyezi a középpontba környezetével ellentétben[11]
3. Az élőlények egyenlőségének elve. A "bioszférikus egalitarianizmus" nem segít az értékek rangsorolásában, és így nem vezet cselekvéshez sem, amely azonban elengedhetetlen, hiszen az élőlények gyakran kerülnek konfliktusba egymással,[12]
4. A mélyökológia vallási mozgalom. Olyan absztrakt metafizikai talajon alapul, amelyet kevesen vennének "intuitívnak" és "magától értetődőnek", ilyen pl. a holizmusnak, vagyis a kozmikus egymásrautaltságnak, valamint az Önmegvalósításnak tétele.[13]

Mindezek korrekciójára Richard Sylvan megfogalmazta a "Mély zöld" elméletét, amely sokkal nagyobb hangsúlyt fektet a túlzottan homályosnak és kivitelezhetetlennek vélt mélyökológia pontosítására tendenciáinak lényeges módosítása nélkül. Ebben a "mély" és "sekély" közötti különbségeket árnyalni kívánja egy folyamatos átmenet posztulálásával, amely csupán relatíve, vagyis az ember értékeléséhez viszonyítva ismer "mélyebb", vagy "sekélyebb" álláspontokat. Sylvan szerint nem lehetünk képesek a legelemibb létformát is ugyanolyan módon megóvni és fennmaradását támogatni, azonban ez nem jelent problémát, hiszen azok érdekeit, fennmaradását sem vagyunk képesek döntően befolyásolni (így mikroorganizmusok esetében, leszámítva néhány esetet, mint amilyen pl. a vírus), tehát ez nem is lehet célkitűzés. A cselekvési elvek kijelölésében is a fokozatokat hangsúlyozza: "nem szabad semmilyen olyan lényeget érintő különbségnek lennie egyetlen preferált osztállyal vagy fajjal való bánásmód esetén sem a kirekesztés területén, amely nélkülözi a megfelelő igazolást"; "...ne juttass szükségletekkel rendelkező lényeket előnytelen helyzetbe megfelelő indoklás nélkül". Mindez azonban azt a kritikát váltotta ki, hogy egyrészt Næss nézeteihez hasonlóan ezen irányelvek meghatározatlanok és pontatlanok, másrészt éppen úgy felhasználhatóak a környezet károsításának, mint védelmének igazolására.

## Mélyökológiai mozgalmak
A mélyökológia elméletének célkitűzése volt összehangolni és közös kezdeményezésben összefogni az ökológiainak, környezetvédőnek nevezhető mozgalmakat.
A Bioregionalism (Bioregionalizmus) egy aktivista formájú támogatása a mélyökológiai mozgalomnak. A Wildlands Project (Vadvilág projekt), az Arne Naess válogatott munkái projekt, az Ecoagriculture Movement (Ökomezőgazdaság mozgalom), az Ecoforestry Institute (Öko-erdőgazdálkodás intézet), és az Institute for Deep Ecology (Mélyökológia intézet) oktatási programjai, valamint az Ecostery Foundation ("Ökosztéria" alapítvány, az "eco", illetve a "monastery" – kolostor összetételből) néhány jellemző példa a mélyökológia alkalmazásából a biodiverzitás támogatása és a természet megőrzése, helyreállítása érdekében. Egyebek közé tartoznak az Ecopsychology (Ökopszichológia), a The Natural Step (A természetes lépés), a The Turningpoint Project (Fordulópont projekt), illetve a haladás újradefiniálása a General Progress Index (GPI, Általános fejlődési index) segítségével. Ezek mellett a mélyökológia mozgalom részeinek tekintik magukat ideológiailag jóval meghatározottabb közösségek is, mint pl. a Church of Deep Ecology Archiválva 2010. február 23-i dátummal a Wayback Machine-ben (Mélyökológiai egyház), illetve az Earth First! (Előbb a Föld!) radikális mozgalom is.

## Ökofilozófiával foglalkozó oldalak

### magyarul
- Cédrus ökológiai kultúra folyóirat
- Ökotáj folyóirat

### angolul
- Foundation for Deep Ecology Archiválva 2021. augusztus 12-i dátummal a Wayback Machine-ben
- Environmental Ethics – Stanford Enciclopedia of Philosophy
- The Trumpeter – Journal of Ecosophy
- IAEP International Association for Environmental Philosophy
- ISEE International Association for Environmental Ethics Archiválva 2010. május 11-i dátummal a Wayback Machine-ben
- Timeline of Environmental History
- Center for Environmental Philosophy
- Center for Applied Ethics
- Ecospherics Ethics Archiválva 2013. június 8-i dátummal a Wayback Machine-ben